# Hasan al-Senussi
Hasan al-Rida al-Mahdi al-Senussi (Bengasi, 1928 – Londra, 28 aprile 1992) fu principe ereditario di Libia dal 26 ottobre 1956 al 1º settembre 1969, quando la monarchia fu abolita da Muʿammar Gheddafi; Hasan fu anche pretendente al trono di Libia dal 2 settembre 1969, giorno dell'abdicazione dello zio Idris, fino alla sua morte.

## Biografia
Nipote del re Idris di Libia, che non aveva discendenti maschi, fu per molti anni Principe della Corona. Il 4 agosto 1969, re Idrīs, da tempo ammalato, si impegnò ad abdicare a favore del nipote per il successivo 2 settembre. Il 1º settembre ebbe però luogo il colpo di Stato del colonnello (allora tenente) Muʿammar Gheddafi, che dichiarò decaduto re Idris. Avrebbe dovuto succedergli Hasan, che venne però subito arrestato e costretto ad abdicare e riconoscere il regime (e fu per questo disconosciuto da Idris, che da allora sostenne le rivendicazioni di un altro nipote, ʿAbd Allāh al-Sanūssī), non avendo regnato che per poche ore.
Poiché re Idrīs I non è stato in grado di completare il suo regno come previsto dal suo strumento di abdicazione, Hasan non è mai diventato effettivamente re. La sua eredità, tuttavia, era nel suo ruolo di principe ereditario, esercitato tra il 1956 e il 1969, verso la fine del quale fu de facto sovrano della Libia. In qualità di principe ereditario, ha ripetutamente intrapreso viaggi ufficiali all'estero, in particolare per negoziare l'acquisto di caccia a reazione costruiti negli Stati Uniti dall'amministrazione Kennedy per l'aviazione libica.
Dopo la rivoluzione Gheddafi lo fece chiudere in prigione e successivamente agli arresti domiciliari e nel 1984, distrutta la sua abitazione, fu trasferito con la sua famiglia in una baracca sulla spiaggia di Tripoli. Nel 1986 ebbe un ictus che lo lasciò paralizzato. Un intervento umanitario del Regno Unito consentì che nel 1988 egli fosse liberato e trasferito a Londra nell'inutile tentativo di curarlo. Morì nel 1992, lasciando suo potenziale successore il figlio Muhammad al-Sanussi, che nel 2011 ha sostenuto la lotta contro Gheddafi. Fu sepolto a Medina, in Arabia Saudita, a fianco dello zio re Idrīs I.

## Ascendenza
|                                                                            |   |                                            | Genitori                       |  |  | Nonni |  |  | Bisnonni                                                                                         |  |  | Trisnonni             |  |
|                                                                            |   |                                            |                                |  |  |       |  |  | Sayyid Muhammad bin Ali al-Sanussi al-Khattabi al-Mujahiri al-Idrisi al-Hasani, I Grande Sanussi |  |  | Sayyid Ali al-Senussi |  |
|                                                                            |   |                                            |                                |  |  |       |  |  | Sayyid Muhammad bin Ali al-Sanussi al-Khattabi al-Mujahiri al-Idrisi al-Hasani, I Grande Sanussi |  |  | Sayyid Ali al-Senussi |  |
|                                                                            |   | …                                          |                                |  |  |       |  |  | Sayyid Muhammad bin Ali al-Sanussi al-Khattabi al-Mujahiri al-Idrisi al-Hasani, I Grande Sanussi |  |  |                       |  |
| Sayyid Muhammad al-Mahdi bin Sayyid Muhammad al-Sanussi, II Grande Sanussi |   |                                            |                                |  |  |       |  |  | Sayyid Muhammad bin Ali al-Sanussi al-Khattabi al-Mujahiri al-Idrisi al-Hasani, I Grande Sanussi |  |  |                       |  |
|                                                                            |   | Fatima bint Ahmad bin Farajallah al-Fituri | Ahmad bin Farajallah al-Fituri |  |  |       |  |  |                                                                                                  |  |  |                       |  |
|                                                                            |   | Fatima bint Ahmad bin Farajallah al-Fituri | Ahmad bin Farajallah al-Fituri |  |  |       |  |  |                                                                                                  |  |  |                       |  |
|                                                                            |   | Fatima bint Ahmad bin Farajallah al-Fituri | …                              |  |  |       |  |  |                                                                                                  |  |  |                       |  |
| Sayyid Muhammad al-Rida Pasha, Principe della Corona di Libia              |   | Fatima bint Ahmad bin Farajallah al-Fituri |                                |  |  |       |  |  |                                                                                                  |  |  |                       |  |
|                                                                            |   | Muqarrib al-Barasa                         | N. al-Barasa                   |  |  |       |  |  |                                                                                                  |  |  |                       |  |
|                                                                            |   | Muqarrib al-Barasa                         | N. al-Barasa                   |  |  |       |  |  |                                                                                                  |  |  |                       |  |
|                                                                            |   | Muqarrib al-Barasa                         | …                              |  |  |       |  |  |                                                                                                  |  |  |                       |  |
| Aisha bint Muqarrib al-Barasa                                              |   | Muqarrib al-Barasa                         |                                |  |  |       |  |  |                                                                                                  |  |  |                       |  |
|                                                                            |   | …                                          | …                              |  |  |       |  |  |                                                                                                  |  |  |                       |  |
|                                                                            |   | …                                          | …                              |  |  |       |  |  |                                                                                                  |  |  |                       |  |
|                                                                            |   | …                                          | …                              |  |  |       |  |  |                                                                                                  |  |  |                       |  |
| Hasan al-Senussi                                                           |   | …                                          |                                |  |  |       |  |  |                                                                                                  |  |  |                       |  |
|                                                                            | … | …                                          |                                |  |  |       |  |  |                                                                                                  |  |  |                       |  |
|                                                                            | … | …                                          |                                |  |  |       |  |  |                                                                                                  |  |  |                       |  |
|                                                                            | … | …                                          |                                |  |  |       |  |  |                                                                                                  |  |  |                       |  |
| …                                                                          | … |                                            |                                |  |  |       |  |  |                                                                                                  |  |  |                       |  |
|                                                                            |   | …                                          | …                              |  |  |       |  |  |                                                                                                  |  |  |                       |  |
|                                                                            |   | …                                          | …                              |  |  |       |  |  |                                                                                                  |  |  |                       |  |
|                                                                            |   | …                                          | …                              |  |  |       |  |  |                                                                                                  |  |  |                       |  |
| Imbaraika al-Fallatiyya                                                    |   | …                                          |                                |  |  |       |  |  |                                                                                                  |  |  |                       |  |
|                                                                            |   | …                                          | …                              |  |  |       |  |  |                                                                                                  |  |  |                       |  |
|                                                                            |   | …                                          | …                              |  |  |       |  |  |                                                                                                  |  |  |                       |  |
|                                                                            |   | …                                          | …                              |  |  |       |  |  |                                                                                                  |  |  |                       |  |
| …                                                                          |   | …                                          |                                |  |  |       |  |  |                                                                                                  |  |  |                       |  |
|                                                                            |   | …                                          | …                              |  |  |       |  |  |                                                                                                  |  |  |                       |  |
|                                                                            |   | …                                          | …                              |  |  |       |  |  |                                                                                                  |  |  |                       |  |
|                                                                            |   | …                                          | …                              |  |  |       |  |  |                                                                                                  |  |  |                       |  |
|                                                                            |   | …                                          |                                |  |  |       |  |  |                                                                                                  |  |  |                       |  |